# 科斯·马斯代克
科斯·马斯代克（荷蘭語：Koos Maasdijk，1968年9月19日—），荷兰男子赛艇运动员。他曾代表荷兰参加1992年和1996年夏季奥林匹克运动会赛艇比赛，其中1996年奥运会获得一枚金牌。